# Anti-Nowhere League
Anti-Nowhere League est un groupe de punk rock britannique, originaire de Royal Tunbridge Wells, en Angleterre.

## Biographie

### Débuts
C'est à Tunbridge Wells, dans le Kent, que se forme l'Anti-Nowhere League autour du chanteur Nick Culmer, alias Animal. À l'instar d'autre groupes punk de la même époque, Anti-Nowhere League est centré autour de la personnalité hors du commun de son leader, Animal (qui n'est pas sans rappeler le personnage de Wolverine) : un punk sauvage, hirsute, au look de motard et dont la voix ressemble à quelque chose entre le grondement d'un ours et le rugissement d'un tigre. 
Anti-Nowhere League d'abord joue en première partie de Discharge, des Exploited et des Damned. Repéré par John Curd, le patron du label WXYZ Records, le groupe sort son premier 45 tours en novembre 1981. La face A est une reprise du classique folk de Ralph McTell, Streets of London, et la face B, So What. Le disque rentre dans les charts anglais, mais est censuré par la police et retiré de la vente pour l'obscénité des paroles de So What. 
En 1982, Anti-Nowhere League part en tournée aux côtés de groupes tels que Chelsea, Chron Gen et The Defects. À l'issue de la tournée, sort le premier album, We are...The League!, qui reste trois mois dans les charts anglais. Le groupe  termine l'année par une tournée aux États-Unis aux côtés des UK Subs.
En 1984, PJ quitte le groupe qui devient finalement inactif. 1985 assiste à l'arrivée de Michael Bettell à la batterie, suivi en 1986 par JB (Jonathan Birch). À cette période, ils signent avec GWR Records, et enregistrent l'album The Perfect Crime. En 1987, Anti-Nowhere League se sépare. Mais un autre concert se fait au Victoria Hall de Tunbridge Wells, en 1989.

### Retour
En 1992, JB annonce à Animal que Metallica souhaitait le voir à la Wembley Arena, après leur reprise So What. Michael Bettell décède en septembre 2003, à 41 ans, d'une tumeur cérébrale. En 1996, ils signent avec Impact Records et enregistrent leur EP Pig Iron. Beef se joint à eux après le départ de Mark. D'autres changements de formation se font en 1997 avec le départ de Winston et l'arrivée de Jon Jon, puis l'enregistrement de l'album Scum. Danny joined les rejoint à la batterie en 1998, et l'album Out of Control est publié un an plus tard en 1999. En 2001, Magoo arrête de jouer sur scène.

### Dernières activités

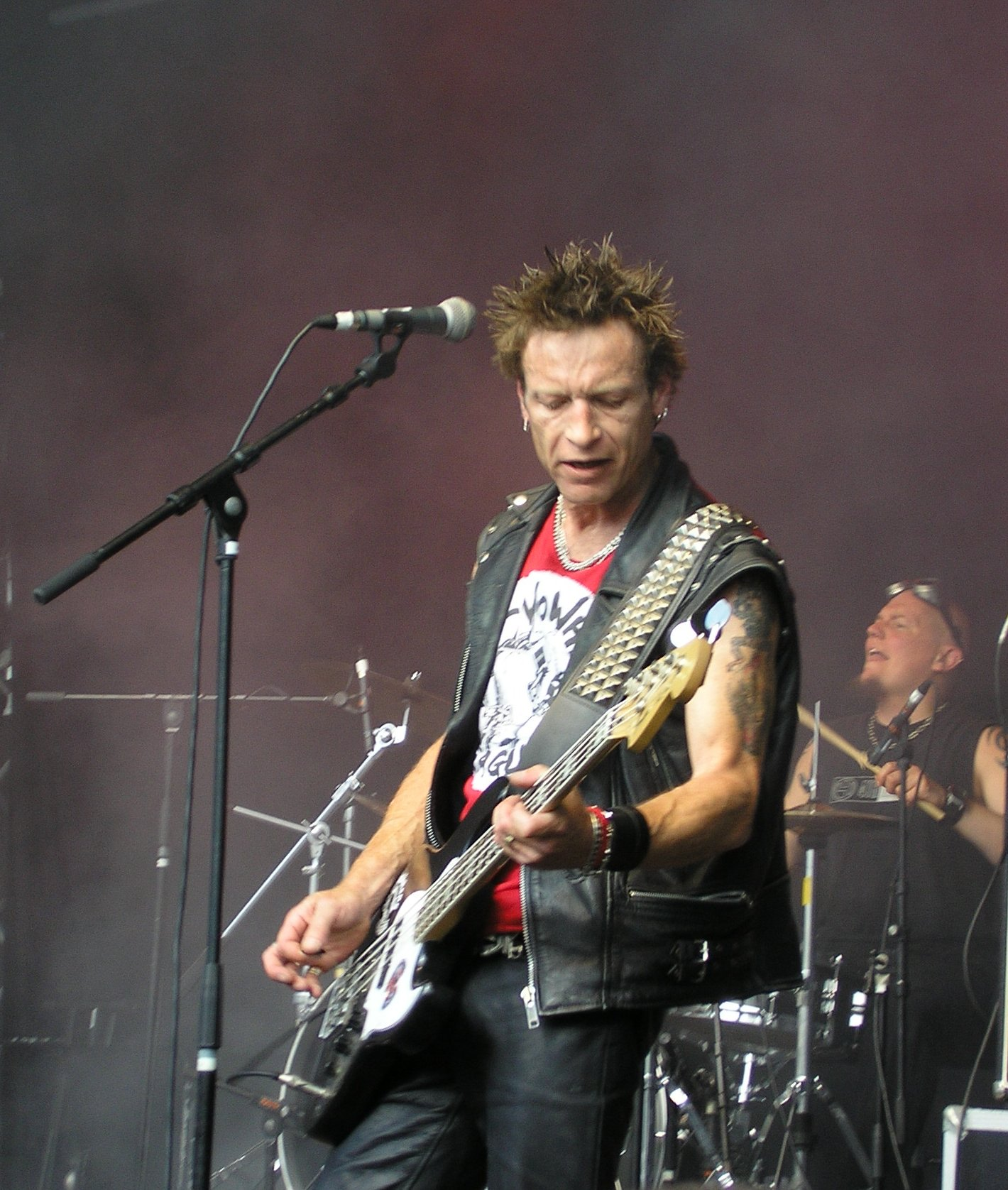
Anti-Nowhere League en 2007.

Jon Jon, Beef et Danny quittent le groupe, pour être remplacé par PJ (le premier batteur), Jez à la guitare et Shady à la basse. Cette formation enregistre un cinquième album, Kings and Queens en 2005, qui est publié au label Captain Oi! Records. En 2006, le groupe fonde son propre label indépendant, Nowhere Records ; avec Pig Iron - The Album comme premier album en août 2006. L'album comprend deux chansons Kings and Queens, Landlord (reprise de l'album Out of Control. En 2006, l'Anti-Nowhere League entreprend une tournée britannique, et PJ part après un concert à Glasgow en octobre 2006. Il est remplacé par Dave Hazlewood (Nato).  Le 8 novembre 2006, l'ANL joue en Australie. The Anti-Nowhere League joue avec Rancid le 8 novembre 2008. En décembre 2008, Jez est remplacé à la guitare par Johhny Skullknuckles.
En 2011, le groupe enregistre le single This Is War. En 2015, ils commencent à écrire l'album The Cage, leur premier depuis Rampton. En 2016, ils publient l'album.

## Discographie

### Albums studio
- 1982 : We Are... the League
- 1987 : The Perfect Crime
- 1991 : Scum
- 1997 : Out of Control
- 2005 : Kings and Queens
- 2006 : Pig Iron – The Album
- 2007 : The Road To Rampton
- 2016 : The Cage

### Albums live
- 1983 : Live In Yugoslavia
- 1989 : Live and Loud
- 1996 : The Horse is Dead
- 1998 : Return to Yugoslavia
- 1999 : Live: So What?
- 2002 : Live Animals

## Reprises
- Metallica reprend régulièrement le titre So What d'Anti-Nowhere League.
- Sodom reprend le titre Let’s break the law sur l'album Masquerade in Blood.
- Parabellum reprend le titre For you sur l'album L'intégrale vol. 2